# Вильянуэва, Чарли
Чарльз "Ча́рли" Алекса́ндр Вильянуэва (англ. Charles "Charlie" Alexander Villanueva; родился 24 августа 1984 в Куинсе, Нью-Йорк, США) — американский профессиональный баскетболист, в последнее время выступавший за команду Национальной баскетбольной ассоциации «Даллас Маверикс».

## Средняя школа
В первый год своего обучения Вильянуэва учился в школе Ньютауна в Куинсе, Нью-Йорк, где играл в одной команде с будущим игроком НБА Смашем Паркером. Следующие три года он провёл в Академии Блэра в Блэрстауне, Нью-Джерси, где играл с другим будущим игроком НБА — Луолом Денгом. В школе Чарли получал различные награды, будучи старшеклассником был назван соигроком года в штате Нью-Джерси, а на четвёртом году обучения он занял пятое место в конкурсе по броскам сверху.

## Студенческая карьера
Первоначально Вильянуэва дал обязательство играть за университет Иллинойса, но после того, как Билл Селф предпочёл Иллинойсу университет Канзаса, он отказался от него, а вместо этого решил выступать за университет Коннектикута.
В свой первый год обучения в университете Коннектикута Вильянуэва получал различные награды от команды новичков Большой Восточной конференции и был одним из ключевых запасных национальной команды NCAA в 2004 году. На втором курсе университета он набирал в среднем 13 очков и 6,4 подбора за 81 игру. В 2005 году Чарли выдвинул свою кандидатуру на драфт НБА.

## Карьера в НБА

### Торонто Рэпторс (2005–2006)
Команда «Торонто Рэпторс» была широко раскритикована за то, что выбрала Чарли под общим седьмым номером на драфте НБА 2005-го года, на что он ответил хорошей игрой в качестве новичка НБА. Он стал вторым среди новичков по очкам и подборам и третьим по игровому времени и блок-шотам, а также сделал 12 дабл-даблов. Чарли установил в «Рэпторс» рекорд для новичков - 48 очков и 18 подборов в игре. Вильянуэва также участвовал в матче новичков НБА и был включён в первую сборную новичков НБА.

### Милуоки Бакс (2006–2009)
Вильянуэва был обменян в «Милуоки Бакс» на разыгрывающего Ти Джей Форда по личным соображениям 30 июня 2006 года. В 2009 году, когда звезда «Бакс» - Майкл Редд порвал переднюю крестовидную связку в январе во время игры против «Сакраменто Кингз», у «Милуоки» не было больших шансов на победу. Во время сезона Вильянуэва начал прогрессировать и показывать более хорошую статистику. К концу года он установил в своей карьере рекорды по очкам и подборам (16,2 и 6,7 соответственно).

### Детройт Пистонс (2009–2014)
В июне 2009 года Чарли подписал пятилетний контракт с «Детройт Пистонс», стоимостью 40 миллионов долларов.
2 января 2013 года Виллануэва был оштрафован на 25 тыс. долларов за грубый фол на защитнике «Сакраменто Кингз» Айзее Томасе. Виллануэва был удален с площадки за удар Томаса локтем, после чего Айзея упал в районе трехсекундной зоны. Офис НБА вынес штраф после просмотра игры.

### Даллас Маверикс (2014–2016)
9 сентября 2014 года Виллануэва согласился подписать минимальный контракт с «Даллас Маверикс». 9 февраля 2015 года Чарли удалось набрать 26 очков в проигранном матче против «Лос-Анджелес Клипперс», что стало лучшим его достижением по ходу сезона 2014/2015.
6 августа 2015 года Чарли повторно подписал контракт с «Даллас Маверикс» сроком на один год.

## Национальная сборная
Чарли представлял баскетбольную сборную США на молодёжных соревнованиях. В 2009 году Вильянуэва захотел поменять свою спортивную национальность, чтобы выступать за Доминиканскую Республику. По правилам ФИБА он попросил, чтобы Федерация баскетбола США отпустила его для смены спортивной национальности. Чарли выступал в 2009 году за национальную команду Доминиканской Республики на чемпионате Америки по баскетболу, где Доминикана заняла пятое место. На следующем чемпионате Америки команда ДР заняла третье место.

## Личная жизнь
Виллануэва страдает аутоиммунным заболеванием кожи - универсальной алопецией, которая является одной из разновидностей очаговой алопеции. Данная болезнь приводит к потере волос на скальпе и других частях тела, но как такового вреда для человека не представляет. Виллануэва является представителем американского Национального фонда очаговой алопеции. В феврале 2006 года Чарли получил награду от NBA Community Assist Award за работу в организации.
Первое доминикано-американское поколение Виллануэва свободно владеет испанским, т.к. это язык, на котором Чарли говорит со своей семьей.
У Вильянуэвы есть двое детей.

## Статистика

### Статистика в НБА
| Сезон                                                                                    | Команда | Регулярный сезон | Регулярный сезон | Регулярный сезон | Регулярный сезон | Регулярный сезон | Регулярный сезон | Регулярный сезон | Регулярный сезон | Регулярный сезон | Регулярный сезон | Регулярный сезон | Серия плей-офф | Серия плей-офф | Серия плей-офф | Серия плей-офф | Серия плей-офф | Серия плей-офф | Серия плей-офф | Серия плей-офф | Серия плей-офф | Серия плей-офф | Серия плей-офф |
| Сезон                                                                                    | Команда | GP               | GS               | MPG              | FG%              | 3P%              | FT%              | RPG              | APG              | SPG              | BPG              | PPG              | GP             | GS             | MPG            | FG%            | 3P%            | FT%            | RPG            | APG            | SPG            | BPG            | PPG            |
| ---------------------------------------------------------------------------------------- | ------- | ---------------- | ---------------- | ---------------- | ---------------- | ---------------- | ---------------- | ---------------- | ---------------- | ---------------- | ---------------- | ---------------- | -------------- | -------------- | -------------- | -------------- | -------------- | -------------- | -------------- | -------------- | -------------- | -------------- | -------------- |
| 2005/06                                                                                  | Торонто | 81               | 36               | 29,2             | 46,3             | 32,7             | 70,6             | 6,4              | 1,1              | 0,7              | 0,8              | 13,0             | Не участвовал  | Не участвовал  | Не участвовал  | Не участвовал  | Не участвовал  | Не участвовал  | Не участвовал  | Не участвовал  | Не участвовал  | Не участвовал  | Не участвовал  |
| 2006/07                                                                                  | Милуоки | 39               | 17               | 25,2             | 47,0             | 33,7             | 82,0             | 5,8              | 0,9              | 0,6              | 0,3              | 11,8             | Не участвовал  | Не участвовал  | Не участвовал  | Не участвовал  | Не участвовал  | Не участвовал  | Не участвовал  | Не участвовал  | Не участвовал  | Не участвовал  | Не участвовал  |
| 2007/08                                                                                  | Милуоки | 76               | 31               | 24,1             | 43,5             | 29,7             | 78,3             | 6,1              | 1,0              | 0,4              | 0,5              | 11,7             | Не участвовал  | Не участвовал  | Не участвовал  | Не участвовал  | Не участвовал  | Не участвовал  | Не участвовал  | Не участвовал  | Не участвовал  | Не участвовал  | Не участвовал  |
| 2008/09                                                                                  | Милуоки | 78               | 47               | 26,9             | 44,7             | 34,5             | 83,8             | 6,7              | 1,8              | 0,6              | 0,7              | 16,2             | Не участвовал  | Не участвовал  | Не участвовал  | Не участвовал  | Не участвовал  | Не участвовал  | Не участвовал  | Не участвовал  | Не участвовал  | Не участвовал  | Не участвовал  |
| 2009/10                                                                                  | Детройт | 78               | 16               | 23,7             | 43,9             | 35,1             | 81,5             | 4,7              | 0,7              | 0,6              | 0,7              | 11,9             | Не участвовал  | Не участвовал  | Не участвовал  | Не участвовал  | Не участвовал  | Не участвовал  | Не участвовал  | Не участвовал  | Не участвовал  | Не участвовал  | Не участвовал  |
| 2010/11                                                                                  | Детройт | 76               | 12               | 21,9             | 44,2             | 38,7             | 76,7             | 3,9              | 0,6              | 0,6              | 0,6              | 11,1             | Не участвовал  | Не участвовал  | Не участвовал  | Не участвовал  | Не участвовал  | Не участвовал  | Не участвовал  | Не участвовал  | Не участвовал  | Не участвовал  | Не участвовал  |
| 2011/12                                                                                  | Детройт | 13               | 0                | 13,8             | 38,5             | 33,3             | 85,7             | 3,7              | 0,5              | 0,5              | 0,4              | 7,0              | Не участвовал  | Не участвовал  | Не участвовал  | Не участвовал  | Не участвовал  | Не участвовал  | Не участвовал  | Не участвовал  | Не участвовал  | Не участвовал  | Не участвовал  |
| 2012/13                                                                                  | Детройт | 69               | 0                | 15,8             | 37,7             | 34,7             | 55,1             | 3,5              | 0,8              | 0,4              | 0,6              | 6,8              | Не участвовал  | Не участвовал  | Не участвовал  | Не участвовал  | Не участвовал  | Не участвовал  | Не участвовал  | Не участвовал  | Не участвовал  | Не участвовал  | Не участвовал  |
| 2013/14                                                                                  | Детройт | 20               | 0                | 9,0              | 38,0             | 25,0             | 57,1             | 1,7              | 0,3              | 0,2              | 0,3              | 4,6              | Не участвовал  | Не участвовал  | Не участвовал  | Не участвовал  | Не участвовал  | Не участвовал  | Не участвовал  | Не участвовал  | Не участвовал  | Не участвовал  | Не участвовал  |
| 2014/15                                                                                  | Даллас  | 64               | 1                | 10,6             | 41,4             | 37,6             | 57,1             | 2,3              | 0,3              | 0,2              | 0,3              | 6,3              | 5              | 0              | 8,7            | 44,0           | 42,1           | -              | 2,6            | 0,6            | 0,2            | 0,2            | 6,0            |
| 2015/16                                                                                  | Даллас  | 62               | 4                | 10,7             | 38,2             | 27,3             | 91,7             | 2,5              | 0,4              | 0,3              | 0,2              | 5,1              | 4              | 0              | 5,1            | 25,0           | 20,0           | 100,0          | 0,5            | 0,3            | 0,0            | 0,0            | 2,3            |
|                                                                                          | Всего   | 656              | 164              | 20,7             | 43,5             | 34,1             | 77,2             | 4,6              | 0,8              | 0,5              | 0,5              | 10,4             | 9              | 0              | 7,1            | 37,8           | 37,5           | 100,0          | 1,7            | 0,4            | 0,1            | 0,1            | 4,3            |
| Наведите курсор мыши на аббревиатуры в заголовке таблицы, чтобы прочесть их расшифровку. |         |                  |                  |                  |                  |                  |                  |                  |                  |                  |                  |                  |                |                |                |                |                |                |                |                |                |                |                |

### Статистика в NCAA
| Сезон | Команда     | Conf     | Class | GP | GS | MPG  | FG%  | 3P%  | FT%  | RPG | APG | SPG | BPG | PPG  |
| --- | ----------- | -------- | ----- | -- | -- | ---- | ---- | ---- | ---- | --- | --- | --- | --- | ---- |
| 2003/04 | Коннектикут | Big East | FR    | 32 | 4  | 19,0 | 51,4 | 36,7 | 66,7 | 5,3 | 0,7 | 0,2 | 1,5 | 8,9  |
| 2004/05 | Коннектикут | Big East | SO    | 31 | 31 | 25,7 | 52,1 | 50,0 | 68,8 | 8,3 | 1,3 | 0,6 | 1,8 | 13,6 |
| Всего | Всего       | Всего    | Всего | 63 | 35 | 22,3 | 51,8 | 39,3 | 68,1 | 6,7 | 1,0 | 0,4 | 1,7 | 11,2 |
| Наведите курсор мыши на аббревиатуры в заголовке таблицы, чтобы прочесть их расшифровку Статистика приведена с сайта sports-reference.com |             |          |       |    |    |      |      |      |      |     |     |     |     |      |